# Gardnar Mulloy
Gardnar Putnam Mulloy (ur. 22 listopada 1913 w Waszyngtonie, zm. 14 listopada 2016 w Miami) – amerykański tenisista, zwycięzca mistrzostw USA i Wimbledonu w deblu, zdobywca Pucharu Davisa.

## Kariera tenisowa
Studiował prawo na Uniwersytecie Miami, gdzie był organizatorem i zawodnikiem pierwszej drużyny tenisowej. Pełnił służbę wojskową w czasie II wojny światowej. W roku 1936 po raz pierwszy pojawił się w rankingu amerykańskim – jako nr 11. w klasyfikacji gry podwójnej. W latach 40. i 50. XX wieku tworzył parę deblową z Billem Talbertem – wspólnie wygrali cztery razy mistrzostwa USA oraz byli w dalszych dwóch finałach. W kolejnych finałach Mulloy i Talbert pokonywali Teda Schroedera i Sidneya Wooda (1942), Boba Falkenburga i Jacka Tuero (1945), Dona McNeilla i Franka Guernseya (1946) oraz Franka Parkera i Teda Schroedera (1948). Najbardziej wyrównany finał miał miejsce w 1946 – Mulloy i Talbert triumfowali 3:6, 6:4, 2:6, 6:3, 20:18, broniąc siedmiu piłek meczowych. W pozostałych finałach mistrzostw USA amerykański debel przegrywał z Johnem Bromwichem i Frankiem Sedgmanem (1950) oraz z Rexem Hartwigiem i Mervynem Rose (1953). Mulloy był również w finałach mistrzostw USA w 1940 (w parze z Henrym Prusoffem) i 1941 (z Wayne’em Sabinem) – w obu przypadkach przegrywając z parą Jack Kramer i Ted Schroeder, a także w roku 1957 (z Budge’m Pattym, porażka z Ashleyem Cooperem i Neale’em Fraserem).
Sukcesy deblowe Gardnar Mulloy odnosił także na innych turniejach wielkoszlemowych. W latach 1951–1952, w parze z Dickiem Savittem, dochodził do finałów mistrzostw Francji (dwie porażki z Frankiem Sedgmanem i Kenem McGregorem, zdobywcami deblowego Wielkiego Szlema). Jedyne zwycięstwo na Wimbledonie odniósł w wieku 43 lat, w roku 1957, w parze z Budge’em Pattym. Nierozstawieni Amerykanie pokonali w finale najwyżej rozstawionych Australijczyków – Lew Hoada i Neale’a Frasera w czterech setach (8:10, 6:4, 6:4, 6:4). Mulloy był również finalistą wimbledońskiego debla w roku 1948 (w parze z Tomem Brownem, porażka z Bromwichem i Sedgmanem) i w roku 1949 (w parze z Tedem Schroederem, porażka z Pancho Gonzálezem i Frankiem Parkerem). W 1956 w grze mieszanej partnerował Althei Gibson i para ta dotarła do finału (porażka z Shirley Fry i Vicem Seixasem).
Jako singlista Mulloy figurował w czołowej dziesiątce rankingu amerykańskiego czternastokrotnie w latach 1939–1954. W roku 1952 był liderem tej klasyfikacji, kiedy jedyny raz osiągnął finał mistrzostw USA także w grze pojedynczej (przegrał z młodszym o czternaście lat Frankiem Sedgmanem). W latach 1946, 1949 i 1952 był w dziesiątce rankingu światowego według The Daily Telegraph (w 1952 jako nr 7).
W sezonach 1946, 1948–1950, 1952–1953 i 1957 Mulloy bronił barw amerykańskich w Pucharze Davisa. We wszystkich tych latach finały Pucharu Davisa rozgrywały między sobą USA i Australia – Amerykanie wychodzili z nich zwycięsko w latach 1946, 1948–1949, a Mulloy przyczynił się do sukcesu szczególnie w roku 1948, zdobywając z Billem Talbertem ważny punkt deblowy przeciwko Sidwellowi i Longowi. W latach 1952–1953 Mulloy pełnił funkcję grającego kapitana. Bilans jego występów pucharowych to trzy zwycięstwa (bez porażek) w singlu oraz osiem zwycięstw i trzy porażki w deblu.
Praworęczny zawodnik, przygodę z tenisem kontynuował jeszcze jako 80-latek – w roku 1996 był liderem klasyfikacji amerykańskiej w kategorii powyżej 80 lat w singlu i deblu. Zdobył szereg tytułów mistrza USA w rozmaitych kategoriach wiekowych, na różnych nawierzchniach i we wszystkich dyscyplinach (w singlu, deblu i mikście, a nawet w specjalnej deblowej kombinacji ojciec-syn). W roku 1952 jako 38-latek był najstarszym finalistą mistrzostw USA (pięć tygodni starszy od Billa Larneda w roku 1911), w roku 1957 jako 43-latek najstarszym reprezentantem USA w Pucharze Davisa. Jest również najstarszym deblowym mistrzem Wimbledonu (43 lata w roku 1957). W roku 1972 został przyjęty do Międzynarodowej Tenisowej Galerii Sławy.

### Finały w turniejach wielkoszlemowych

#### Gra pojedyncza (0–1)
| Końcowy wynik | Nr | Data            | Turniej                                | Nawierzchnia | Przeciwnik    | Wynik finału  |
| ------------- | -- | --------------- | -------------------------------------- | ------------ | ------------- | ------------- |
| Finalista     | 1. | 8 września 1952 | U.S. National Championships, Nowy Jork | Trawiasta    | Frank Sedgman | 1:6, 2:6, 3:6 |

#### Gra podwójna (5–9)
| Końcowy wynik | Nr | Data             | Turniej                                | Nawierzchnia | Partner        | Przeciwnicy                   | Wynik finału              |
| ------------- | -- | ---------------- | -------------------------------------- | ------------ | -------------- | ----------------------------- | ------------------------- |
| Finalista     | 1. | 17 września 1940 | U.S. National Championships, Nowy Jork | Trawiasta    | Henry Prussoff | Jack Kramer Ted Schroeder     | 4:6, 6:8, 7:9             |
| Finalista     | 2. | 7 września 1941  | U.S. National Championships, Nowy Jork | Trawiasta    | Wayne Sabin    | Jack Kramer Ted Schroeder     | 7:9, 4:6, 2:6             |
| Zwycięzca     | 1. | 7 września 1942  | U.S. National Championships, Nowy Jork | Trawiasta    | Bill Talbert   | Ted Schroeder Sidney Wood     | 9:7, 7:5, 6:1             |
| Zwycięzca     | 2. | 3 września 1945  | U.S. National Championships, Nowy Jork | Trawiasta    | Bill Talbert   | Bob Falkenburg Jack Tuero     | 12:10, 8:10, 12:10, 6:2   |
| Zwycięzca     | 3. | 8 września 1946  | U.S. National Championships, Nowy Jork | Trawiasta    | Bill Talbert   | Frank Guernsey Don McNeill    | 3:6, 6:4, 2:6, 6:3, 20:18 |
| Finalista     | 3. | 2 lipca 1948     | Wimbledon, Londyn                      | Trawiasta    | Tom Brown      | John Bromwich Frank Sedgman   | 7:5, 5:7, 5:7, 7:9        |
| Zwycięzca     | 4. | 19 września 1948 | U.S. National Championships, Nowy Jork | Trawiasta    | Bill Talbert   | Frank Parker Ted Schroeder    | 1:6, 9:7, 6:3, 3:6, 9:7   |
| Finalista     | 4. | 1 lipca 1949     | Wimbledon, Londyn                      | Trawiasta    | Ted Schroeder  | Ricardo González Frank Parker | 4:6, 4:6, 2:6             |
| Finalista     | 5. | 5 września 1950  | U.S. National Championships, Nowy Jork | Trawiasta    | Bill Talbert   | John Bromwich Frank Sedgman   | 5:7, 6:8, 6:3, 1:6        |
| Finalista     | 6. | 3 czerwca 1951   | French Championships, Paryż            | Ceglana      | Dick Savitt    | Ken McGregor Frank Sedgman    | 2:6, 6:2, 7:9, 5:7        |
| Finalista     | 7. | 1 czerwca 1952   | French Championships, Paryż            | Ceglana      | Dick Savitt    | Ken McGregor Frank Sedgman    | 3:6, 4:6, 4:6             |
| Finalista     | 8. | 7 września 1953  | U.S. National Championships, Nowy Jork | Trawiasta    | Bill Talbert   | Rex Hartwig Mervyn Rose       | 4:6, 6:4, 2:6, 4:6        |
| Zwycięzca     | 5. | 5 lipca 1957     | Wimbledon, Londyn                      | Trawiasta    | Budge Patty    | Neale Fraser Lew Hoad         | 8:10, 6:4, 6:4, 6:4       |
| Finalista     | 9. | 8 września 1957  | U.S. National Championships, Nowy Jork | Trawiasta    | Budge Patty    | Ashley Cooper Neale Fraser    | 6:4, 3:6, 7:9, 3:6        |

#### Gra mieszana (0–1)
| Końcowy wynik | Nr | Data         | Turniej           | Nawierzchnia | Partnerka     | Przeciwnicy            | Wynik finału  |
| ------------- | -- | ------------ | ----------------- | ------------ | ------------- | ---------------------- | ------------- |
| Finalista     | 1. | 6 lipca 1956 | Wimbledon, Londyn | Trawiasta    | Althea Gibson | Shirley Fry Vic Seixas | 6:2, 2:6, 5:7 |